# Suzy (cantante)
Bae Soo-ji (en hangul, 배수지; en hanja, 裵秀智; romanización revisada, Bae Su-ji; McCune-Reischauer, Pe Suchi; Gwangju, Jeolla del Sur, 10 de octubre de 1994), más conocida como Suzy, es una cantante, actriz y modelo surcoreana. Realizó su debut en la industria musical como integrante del grupo femenino miss A en 2010. Al año siguiente, inició su carrera como actriz protagonizando la serie de televisión Dream High. Desde entonces, ha participado en varias series, tales como Gu Family Book (2013), Uncontrollably Fond (2015) y While You Were Sleeping (2017) ¡Donna! (2023). 
Su primer miniálbum como solista, Yes? No?, fue lanzado el 23 de enero de 2017 en conjunto con el sencillo «Yes No Maybe». Faces of Love, su segundo EP, fue lanzado el 29 de enero de 2018 junto a la canción «Holiday».

## Primeros años
Suzy nació el 10 de octubre de 1994 en Gwangju, Corea del Sur. Asistió a Seoul Performing Arts High School. Antes de su debut, fue una modelo de tiendas en línea. En 2009, audicionó para el programa de Mnet, Super Star K y lo hizo a través de la ronda preliminar pero al final fue eliminada.
Audicionó para unirse a JYP Entertainment, consiguió llamar la atención de Park Jin Young y logró convertirse en aprendiz. Un año más tarde, en la misma agencia, Suzy formó un girl group, titulado temporalmente JYP Sisters, junto a Fei y Jia. Las chicas comenzaron sus actividades promocionales en China como un grupo promocional para Samsung China y lanzaron una canción para un comercial llamado «Love Again» para el Samsung Beat Festival. El vídeo musical posibilitó que las audiciones para insertar un cuarto integrante fueran abiertas, causó la entrada de Min en el grupo que formó miss A.

## Carrera

### Debut con miss A
En marzo de 2010, Suzy se unió junto con las integrantes Fei y Jia para formar el grupo miss A. El trío comenzó sus primeras actividades promocionales oficiales en China como grupo al firmar un contrato con Samsung China. El grupo lanzó una canción usada para un comercial titulada «Love Again» para el Samsung Beat Festival. La canción fue escrita por el compositor coreano Super Changddai, y el vídeo musical fue dirigido por Hong Won Ki. Más tarde, se añadió una cuarta integrante al grupo, siendo Min.
El cuarteto femenino hizo su debut oficial en julio de 2010 por JYP Entertainment con el sencillo «Bad Girl Good Girl». Después de un período de promoción de siete semanas con éxito, el grupo tuvo su regreso al escenario musical en octubre con una nueva canción titulada, «Breathe», del segundo EP Step Up. Ellas hicieron sus promociones por un mes y tuvieron su «escenario de despedida» el 7 de noviembre.
El grupo regresó en julio de 2011 con el lanzamiento de su primer álbum de estudio, A Class, y la canción «Good Bye Baby». Después de alcanzar un gran éxito con su álbum y finalizar sus promociones a principios de septiembre, regresaron enfocadas con sus actividades extranjeras logró un debut chino. En febrero de 2012, regresaron con un nuevo estilo musical a través del miniálbum Touch.
En el último trimestre del año 2012, lanzaron el miniálbum Independent Women Pt.III. El álbum fue diseñado para homenajear la canción «Independent Women» de Destiny's Child. El 6 de noviembre de 2013, después de más de un año de inactividad, Miss A hizo su regreso con un segundo álbum de estudio titulado Hush. La canción fue compuesta por un dúo famoso de compositores, E-Tribe. El 30 de marzo del año siguiente, el grupo lanzó un nuevo éxito, titulado «Only You», producido por Black Eyed Pilseung, de su segundo miniálbum, Colors.

### 2010─2013: Actividades en solitario y aumento de popularidad
En octubre de 2010, Suzy se convirtió en la anfitriona del programa Show! Music Core de MBC con Minho y Onew, ambos de SHINee, y Jiyeon de T-ara. Más tarde presentó programas como Inkigayo, M! Countdown, M! Hello Japan Countdown, 21st Seoul Music Awards, 26.º Golden Disk Awards con Hongki de F.T. Island y Mnet's 20's Choice Awards con Song Joong Ki, donde ganó un premio bajo la categoría «Nueva Estrella de 2011». Desde entonces, continuó presentó varios programas musicales, eventos y ceremonias de premios.

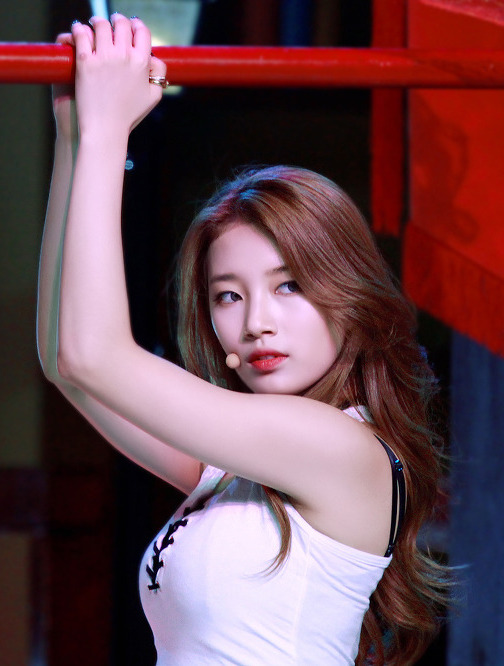
Suzy el 16 de diciembre de 2013.

Además de sus actividades grupales, también es actriz. Debutó en el drama escolar Dream High, emitido a través de KBS del 3 de enero al 28 de febrero de 2011. También lanzó un tema como parte de la banda sonora del drama, titulado «Winter Child». El drama fue un éxito, con altas calificaciones en el rango de 18 a 20 por ciento durante su emisión de dos meses. También ganó popularidad en otros países y recibió varios premios internacionales. En el KBS Drama Awards, Suzy ganó los premios a la Mejor Nueva Actriz y Mejor Pareja, ganó este último con su coestrella Kim Soo Hyun.
En octubre de 2011, se convirtió en miembro del programa Invincible Youth 2 de KBS. El espectáculo comenzó a filmar su primer episodio el 19 de octubre y salió al aire el 11 de noviembre. El 4 de noviembre de 2011, hizo una aparición sorpresa en el vídeo musical de Son Ho Young, un exmiembro del grupo g.o.d, titulado «Pretty But Hateful». Cautivó a la audiencia con su belleza natural y encanto inocente, y también dejó una impresión fuerte para poder llorar al principio del vídeo musical.
En 2012, mostró su apoyo a la campaña Pink Wings, organizada por Korean Citizens' Coalition for Teens, que asistió a la sesión especial de fotos realizada por Vogue Girl. El 22 de marzo de 2012, debutó cinematográficamente en la película Architecture 101 protagonizó a la versión más joven de la protagonista. Architecture 101 fue una de las diez películas más vistas en Corea en el primer trimestre de 2012 y alcanzó más de 4 1 millones en la taquilla nueve semanas después del estreno en salas; un nuevo récord de taquilla para los melodramas coreanos. Suzy hizo una impresión duradera con su actuación natural y su encanto inocente; y finalmente fue honrada con el título de «Primer Amor de la Nación». En el mismo año, también protagonizó el drama Big de KBS, escrito por las Hermanas Hong, junto a Gong Yoo y Lee Min Jung.
Fue anunciada como la primera celebridad coreana en llegar a más de un millón de seguidores en Twitter. Es también la primera celebridad femenina de Corea en ganar un premio novato como cantante, actriz de drama y actriz de cine, habiendo ganado el premio a la Mejor Nueva Actriz en el 48.º Baeksang Arts Awards por su actuación en Architecture 101. El 22 de diciembre de 2012, obtuvo el Premio al Recién Llegado, categoría de variedades, en el KBS Entertainment Awards por su papel en Invincible Youth 2, marcó su cuarto premio novato en diferentes campos del entretenimiento y mostró su versatilidad como artista.
En junio de 2013, el drama de acción histórico Gu Family Book fue transmitido, con Suzy protagonizó junto a Lee Seung-gi. El drama obtuvo calificaciones extremadamente altas, alcanzó el punto número uno en el horario de lunes a martes durante toda su emisión. Recibió reconocimiento por su actuación en el drama en el MBC Drama Awards, ganL el premio superior de excelencia. También apareció en el programa Healing Camp, Are Not You Happy, convirtiéndose en la invitada más joven del programa.

### 2014─presente: Éxito comercial yYes? No?
En 2014, fue aclamada como «Reina de los Comerciales» debido a sus numerosas apariciones en comerciales, que van desde cosméticos y ropa hasta productos básicos como el azúcar. En mayo, fue elegida para la película The Sound of a Flower interpretó al personaje Jin Chae Sun, la primera cantante femenina de pansori de Corea. La película retrata la lucha de una cantante que no tiene derecho a aparecer en público debido a su género durante la dinastía Joseon. Para prepararse para el papel, recibió entrenamiento de pansori durante un año. The Sound of a Flower se estrenó el 25 de noviembre de 2015. En el mismo año, Suzy colaboró con el cantante y actor taiwanés Show Luo en el sencillo «Together In Love».

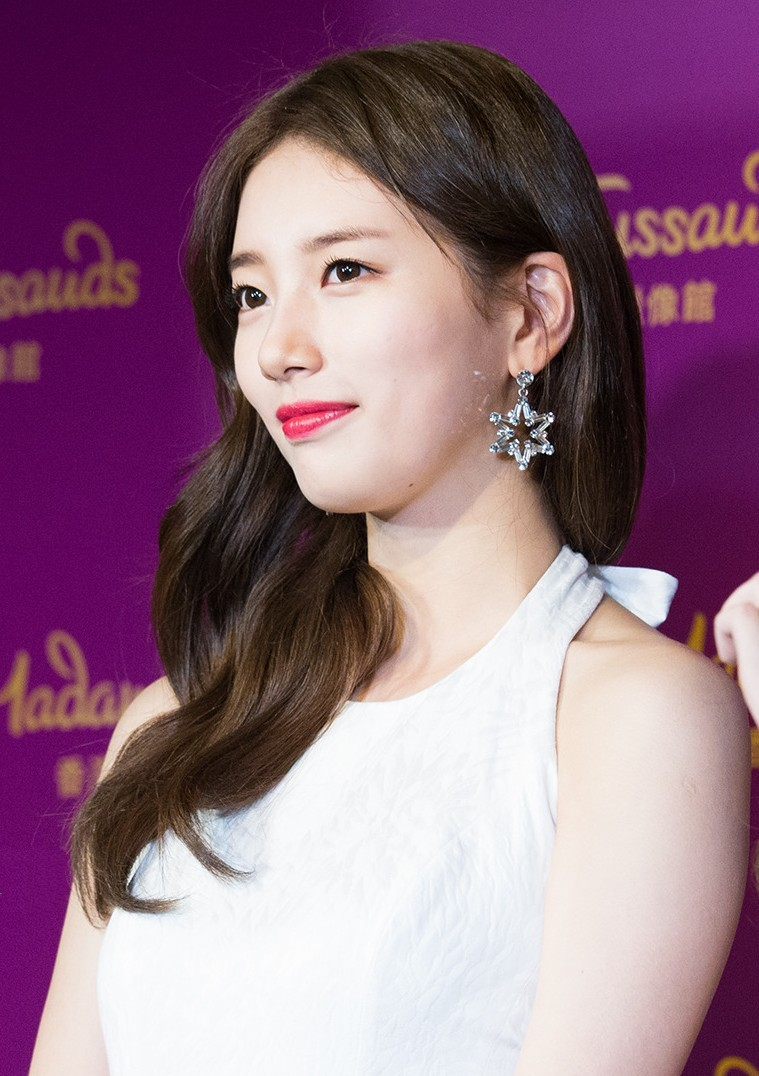
Suzy en Madame Tussauds en Hong Kong el 13 de septiembre de 2016.

En enero de 2016, lanzó un sencillo digital titulado «Dream» junto a Baekhyun, uno de los vocalistas de EXO. La canción rápidamente alcanzó la máxima posición en listas musicales y se posicionó en el primer lugar de Gaon. «Dream» fue un gran éxito, recibió cinco premios de programas de música y el Premio a la Mejor Colaboración de los Mnet Asian Music Awards.
Luego protagonizó el drama Uncontrollably Fond con el actor Kim Woo Bin. El drama debutó en julio de 2016, y se transmitió simultáneamente en once países; Corea, Estados Unidos, China, Japón, Malasia, Singapur, Taiwán, Tailandia, Filipinas, Vietnam y Camboya. Suzy ha lanzado dos bandas sonoras para el drama, «Ring My Bell» y «When It's Good», este último de su autoría.
En septiembre de 2016, su escultura de cera en el museo Madame Tussauds de Hong Kong tuvo su exposición. Suzy es la primera celebridad coreana en recibir una escultura de cera en el museo de figuras de cera. En noviembre de 2016, se confirmó que protagonizaría junto a Lee Jong Suk el drama While You Were Sleeping, estrenada en 2017. Este drama marcó su segunda colaboración con el guionista Park Hye Ryun, después de trabajar juntos en el exitoso drama de 2011 Dream High.
El 23 de enero de 2017, debutó como solista a través del lanzamiento de la canción «Yes No Maybe» y el miniálbum Yes? No? La semana antes de su lanzamiento el 17 de enero, Pretend fue lanzado, un sencillo de prelanzamiento que rápidamente alcanzó un all-kill en las listas de musicales de Corea del Sur. Para las promociones de su EP, protagonizó su propio reality show titulado Off the Record: Suzy. El 28 de febrero de 2017, colaboró con el cantante Park Won en un dúo titulado «Do Not Wait For Your Love».
Inició el 2018 se anunció su regreso a finales de enero, lanzándose el 22 de enero una canción prelanzamiento titulada "In Love with Someone Else", la cual consiguió un all-kill. El 29 de enero lanzó su segundo álbum titulado Faces of Love y la canción principal "Holiday". El 14 de febrero Suzy lanzó un vídeo musical para su canción B titulada "Sober". El 9 de marzo lanzó su cuarto vídeo musical para el sencillo "Midnight".
El 31 de marzo de 2019, dejó JYP Entertainment, tras finalizar su contrato, y firmó un nuevo contrato con la agencia de actores Management SOOP. Desde entonces ha participado en el drama de acción y espionaje Vagabond, realizó el papel de una agente secreta, participó en la película de acción Ashfall como la esposa embarazada de Jo In-chang (Ha Jung-woo).
En 2022 protagonizó la serie Anna, donde da vida a Yoo-mi, una mujer que dice una pequeña mentira y termina viviendo la vida de otra persona.El 10 de marzo del mismo año, se anunció que estaba en pláticas para unirse al elenco de la nueva serie de Netflix, The Girl Downstairs.

## Vida personal
En marzo de 2015, fue confirmado que Suzy y el actor Lee Min Ho estaban en una relación sentimental. El 16 de noviembre de 2017, las agencias de ambos artistas confirmaron su separación tras casi 3 años de noviazgo.
El 9 de marzo de 2018, las agencias de Suzy y Lee Dong Wook confirmaron tenían una relación sentimental, sin embargo a principios de julio se anunció que la pareja se había separado.

## Discografía
EPs
- 2017: Yes? No?
- 2018: Faces of Love

## Filmografía

### Películas
| Año  | Título                | Papel         | Notas              | Ref           |
| ---- | --------------------- | ------------- | ------------------ | ------------- |
| 2012 | Architecture 101      | Yang Seo Yeon | Protagonista joven | [ 89 ] [ 90 ] |
| 2015 | The Sound of a Flower | Jin Chae Sun  | Protagonista       | [ 91 ]        |
| 2017 | Real                  |               | Aparición corta    |               |
| 2019 | Ashfall               | Choi Ji-young |                    |               |
| 2024 | Wonderland            | Jeong-in      | Rodada en 2020     | [ 92 ] [ 93 ] |

### Series de televisión
| Año  | Título                  | Papel        | Cadena       | Notas                                                   | Ref.            |
| ---- | ----------------------- | ------------ | ------------ | ------------------------------------------------------- | --------------- |
| 2011 | Dream High              | Ko Hye-mi    | KBS2         |                                                         |                 |
| 2011 | Human Casino            |              | KBS2         | Drama Special - aparición especial, con Wooyoung de 2PM |                 |
| 2012 | Dream High 2            | Ella misma   | KBS2         | Aparición especial                                      | [ 94 ]          |
| 2012 | I Need a Fairy          | Jung Na-ra   | KBS2         | Aparición especial                                      | [ 95 ] [ 96 ]   |
| 2012 | Big                     | Jang Ma-ri   | KBS2         |                                                         | [ 97 ] [ 98 ]   |
| 2013 | Gu Family Book          | Dam Yeo-wool | MBC          |                                                         |                 |
| 2014 | My Love from the Star   | Ko Hye-mi    | SBS          |                                                         |                 |
| 2016 | Uncontrollably Fond     | Noh Eul      | KBS2         |                                                         |                 |
| 2017 | While You Were Sleeping | Nam Hong-joo | SBS          | 32 episodios                                            |                 |
| 2019 | Vagabond                | Ko Hae-ri    | SBS          | 16 episodios                                            | [ 99 ]          |
| 2020 | Start-Up                | Seo Dal-mi   | tvN          | 16 episodios                                            | [ 100 ]         |
| 2022 | Anna                    | Lee Yoo-mi   | Coupang Play | Serie web, 8 episodios                                  | [ 101 ]         |
| 2023 | ¡Doona!                 | Lee Doo-na   | Netflix      | Serie web                                               | [ 102 ] [ 103 ] |

### Programas de variedades
| Año         | Título                         | Papel                                | Episodio(s)                      | Cadena         |
| ----------- | ------------------------------ | ------------------------------------ | -------------------------------- | -------------- |
| 2011        | Happy Together                 | Invitada con el elenco de Dream High | 177                              | MBC            |
| 2011 - 2012 | Invincible Youth 2!            | Miembro                              |                                  | KBS            |
| 2014        | Running Man                    | Invitada                             | 55, 93–94, 117, 155,172–173, 208 | SBS            |
| 2011        | 100 points out of 100          | Invitada con miss A                  | 19, 25                           | KBS2           |
| 2012        | Weekly Idol                    | Invitada con miss A                  | 35–36, 69–70                     | MBC Every 1    |
| 2013        | Healing Camp, Aren't You Happy | Invitada                             | 101                              | SBS            |
| 2013        | After School Club              | Invitada con miss A                  | 32                               | Arirang        |
| 2013        | Happy Together                 | Invitada con Fei                     | 325                              | KBS2           |
| 2013        | 2 Days & 1 Night               | Invitada – Morning Angel             | 322                              | KBS2           |
| 2014        | I GOT 7                        | Invitada                             | 3–4                              | KBS2           |
| 2015        | Happy Together                 | Invitada                             | 392                              |                |
| 2015        | Real miss A                    | Presentadora con miss A              | 1–10                             | YouTube, Naver |

### Presentadora
| Año  | Evento                    | Notas                                              |
| ---- | ------------------------- | -------------------------------------------------- |
| 2021 | 57th Baeksang Arts Awards | co-presentadora - junto Shin Dong-yup              |
| 2020 | 56th Baeksang Arts Awards | Copresentadora - junto Shin Dong-yup y Park Bo-gum |
| 2019 | 55th Baeksang Arts Award  | Copresentadora - junto Shin Dong-yup y Park Bo-gum |
| 2018 | 54th Baeksang Arts Awards | Copresentadora - junto Shin Dong-yup y Park Bo-gum |
| 2017 | 53rd Baeksang Arts Awards | Copresentadora - junto Park Joong-hoon             |
| 2016 | 52nd Baeksang Arts Awards | Copresentadora - junto Shin Dong-yup               |

## Embajadora
El 28 de abril de 2011, Suzy y Kim Soo-hyun fueron oficialmente revelados como embajadores de la 16th Goyang Korea Flower Show en la Provincia de Gyeonggi. El espectáculo se celebró en el Goyang Flower Exhibition Center en Ilsan Lake Park el 29 de abril.
El 28 de agosto de 2013, fue nombrada como embajadora honoraria para la Agencia de Policía Nacional coreana.
El 19 de noviembre de 2013, junto a Ki Bo Bae, Son Yeon-jae, Yang Hak-Seon y Choi Eun-sook fueron nombrados como embajadores promocionales para el 2015 Verano Universiade. Participó en varios vídeos promocionales, carteles y fotos, e igualmente como anfitriona de otros eventos para promover el Universiade.
En 2015, fue nombrada la 791.º miembro de la Community Chest of Korea's Honor Society, conformada por donantes de 100 millones de wons (EE. UU.$1=W1,105) o más a la caridad.

## Premios y nominaciones
| Año  | Premio                           | Categoría                                                          | Papel                   | Resultado | Ref.            |
| ---- | -------------------------------- | ------------------------------------------------------------------ | ----------------------- | --------- | --------------- |
| 2016 | Baeksang Art Awards              | InStyle Fashionista Award                                          | —                       | Ganadora  | [ 111 ]         |
| 2016 | Baeksang Art Awards              | Actriz más popular - cine                                          | The Sound of a Flower   | Ganadora  | [ 112 ]         |
| 2016 | Mnet Asian Music Awards          | Mejor R&B / Soul                                                   | «Dream» (con Baekhyun)  | Ganadores | [ 113 ]         |
| 2016 | Mnet Asian Music Awards          | Mejor colaboración                                                 | «Dream» (con Baekhyun)  | Ganadores |                 |
| 2017 | Asia Artist Awards               | Estrella asiática, actriz                                          | While You Were Sleeping | Ganadora  | [ 114 ]         |
| 2017 | Golden Disc Awards               | Mejor canción digital (Bonsang)                                    | «Dream» (con Baekhyun)  | Ganadores | [ 115 ]         |
| 2017 | Mnet Asian Music Awards          | Mejor artista femenina                                             | —                       | Nominada  | [ 116 ]         |
| 2017 | Mnet Asian Music Awards          | Mejor BSO                                                          | «I Love You Boy»        | Nominada  | [ 116 ]         |
| 2017 | SBS Drama Awards                 | Gran Premio (Daesang)                                              | While You Were Sleeping | Nominada  | [ 117 ]         |
| 2017 | SBS Drama Awards                 | Premio a la gran excelencia, Actriz en serie de miércoles y jueves | While You Were Sleeping | Ganadora  | [ 118 ]         |
| 2017 | SBS Drama Awards                 | Mejor pareja (con Lee Jong-suk)                                    | While You Were Sleeping | Ganadores | [ 119 ]         |
| 2018 | APAN Star Awards                 | Premio a la excelencia, actriz en miniserie                        | While You Were Sleeping | Nominada  | [ 120 ]         |
| 2018 | APAN Star Awards                 | Premio K-Star, actriz                                              | While You Were Sleeping | Nominada  | [ 120 ]         |
| 2018 | Asia Artist Awards               | Celebridad asiática                                                | While You Were Sleeping | Ganadora  | [ 121 ]         |
| 2018 | Baeksang Art Awards              | Actriz más popular - televisión                                    | While You Were Sleeping | Ganadora  | [ 122 ]         |
| 2018 | Brand of the Year Awards         | Actriz del año                                                     | While You Were Sleeping | Ganadora  | [ 123 ]         |
| 2018 | Genie Music Awards               | Mejor artista femenina                                             | —                       | Nominada  | [ 124 ]         |
| 2019 | SBS Drama Awards                 | Gran Premio (Daesang)                                              | Vagabond                | Nominada  |                 |
| 2019 | SBS Drama Awards                 | Premio del productor                                               | Vagabond                | Nominada  |                 |
| 2019 | SBS Drama Awards                 | Mejor pareja (con Lee Seung-gi)                                    | Vagabond                | Ganadores | [ 125 ] [ 126 ] |
| 2019 | SBS Drama Awards                 | Premio a la gran excelencia, Actriz en miniserie                   | Vagabond                | Ganadora  | [ 125 ] [ 126 ] |
| 2020 | Korea First Brand Awards         | Actriz del año                                                     | Start-Up                | Ganadora  |                 |
| 2021 | Seoul International Drama Awards | Mejor actriz (Hallyu)                                              | Start-Up                | Ganadora  | [ 127 ]         |
| 2022 | 8th APAN Star Award              | Premio a la gran excelencia, actriz en serie web                   | Anna                    | Nominada  | [ 128 ] [ 129 ] |
| 2023 | Director's Cut Awards            | Mejor actriz en televisión                                         | Anna                    | Ganadora  | [ 130 ]         |